# Buteoninae
I Buteonini (Buteoninae Vigors, 1824) sono una sottofamiglia di uccelli della famiglia degli Accipitridi.

## Tassonomia
La sottofamiglia Buteoninae comprende i seguenti generi e specie:
- Harpagus
  - Harpagus bidentatus (Latham, 1790) - nibbio dentato
  - Harpagus diodon (Temminck, 1823) - nibbio zamperosse
- Milvus
  - Milvus milvus (Linnaeus, 1758) - nibbio reale
  - Milvus migrans (Boddaert, 1783) - nibbio bruno
  - Milvus aegyptius (Gmelin, JF, 1788) - nibbio beccogiallo
- Haliastur
  - Haliastur sphenurus (Vieillot, 1818) - nibbio fischiatore
  - Haliastur indus (Boddaert, 1783) - nibbio bramino
- Haliaeetus
  - Haliaeetus leucogaster (Gmelin, JF, 1788) - aquila pescatrice panciabianca
  - Haliaeetus sanfordi Mayr, 1935 - aquila pescatrice di Sanford
  - Haliaeetus vocifer (Daudin, 1800) - aquila urlatrice
  - Haliaeetus vociferoides Des Murs, 1845 - aquila pescatrice del Madagascar
  - Haliaeetus leucoryphus (Pallas, 1771) - aquila pescatrice di Pallas
  - Haliaeetus albicilla (Linnaeus, 1758) - aquila di mare
  - Haliaeetus leucocephalus (Linnaeus, 1766) - aquila calva
  - Haliaeetus pelagicus (Pallas, 1811) - aquila pescatrice di Steller
  - Haliaeetus humilis (Müller, S & Schlegel, 1841) - aquila pescatrice minore
  - Haliaeetus ichthyaetus (Horsfield, 1821) - aquila pescatrice testagrigia
- Butastur
  - Butastur rufipennis (Sundevall, 1850) - butastore rufipenne o poiana grillaia
  - Butastur teesa (Franklin, 1831) - butastore occhibianchi o poiana occhibianchi
  - Butastur liventer (Temminck, 1827) - butastore alirosse o poiana alirossicce
  - Butastur indicus (Gmelin, JF, 1788) - butastore facciagrigia o poiana facciagrigia
- Ictinia
  - Ictinia mississippiensis (Wilson, A, 1811) - nibbio del Mississippi
  - Ictinia plumbea (Gmelin, JF, 1788) - nibbio piombato
- Busarellus
  - Busarellus nigricollis (Latham, 1790) - poiana dal collare
- Rostrhamus
  - Rostrhamus sociabilis (Vieillot, 1817) - nibbio chioccioliere
- Helicolestes
  - Helicolestes hamatus (Temminck, 1821) - nibbio beccosottile
- Geranospiza
  - Geranospiza caerulescens (Vieillot, 1817) - poiana zampelunghe
- Cryptoleucopteryx
  - Cryptoleucopteryx plumbea (Salvin, 1872) - poiana plumbea
- Buteogallus
  - Buteogallus schistaceus (Sundevall, 1850) - poiana ardesia
  - Buteogallus anthracinus (Deppe, 1830) - poiana nera comune
  - Buteogallus gundlachii (Cabanis, 1855) - poiana nera cubana
  - Buteogallus aequinoctialis (Gmelin, JF, 1788) - poiana dei granchi
  - Buteogallus meridionalis (Latham, 1790) - poiana di savana
  - Buteogallus lacernulatus (Temminck, 1827) - poiana collobianco
  - Buteogallus urubitinga (Gmelin, JF, 1788) - poiana nera maggiore
  - Buteogallus solitarius (Tschudi, 1844) - aquila solitaria
  - Buteogallus coronatus (Vieillot, 1817) - aquila coronata
- Morphnarchus
  - Morphnarchus princeps (Sclater, PL, 1865) - poiana barrata
- Rupornis
  - Rupornis magnirostris (Gmelin, JF, 1788) - poiana delle strade
- Parabuteo
  - Parabuteo unicinctus (Temminck, 1824) - poiana di Harris
  - Parabuteo leucorrhous (Quoy & Gaimard, 1824) - poiana groppabianca
- Geranoaetus
  - Geranoaetus albicaudatus Vieillot, 1816 - poiana graduata
  - Geranoaetus polyosoma (Quoy & Gaimard, 1824) - poiana dorsorosso
  - Geranoaetus melanoleucus (Vieillot, 1819) - aquila poiana pettonero
- Pseudastur
  - Pseudastur polionotus (Kaup, 1847) - poiana mantellata
  - Pseudastur albicollis (Latham, 1790) - poiana bianca
  - Pseudastur occidentalis (Salvin, 1876) - poiana dorsogrigio
- Leucopternis
  - Leucopternis semiplumbeus Lawrence, 1861 - poiana semiplumbea
  - Leucopternis melanops (Latham, 1790) - poiana faccianera
  - Leucopternis kuhli Bonaparte, 1850 - poiana dai sopraccigli
- Buteo
  - Buteo plagiatus (Schlegel, 1862) - poiana grigia
  - Buteo nitidus (Latham, 1790) - poiana grigiostriata
  - Buteo lineatus (Gmelin, JF, 1788) - poiana spallerosse
  - Buteo ridgwayi (Cory, 1883) - poiana di Ridgway
  - Buteo platypterus (Vieillot, 1823) - poiana alilarghe
  - Buteo albigula Philippi, 1899 - poiana golabianca
  - Buteo brachyurus Vieillot, 1816 - poiana codacorta
  - Buteo solitarius Peale, 1848 - poiana delle Hawaii
  - Buteo swainsoni Bonaparte, 1838 - poiana di Swainson
  - Buteo galapagoensis (Gould, 1837) - poiana delle Galapagos
  - Buteo albonotatus Kaup, 1847 - poiana codafasciata
  - Buteo jamaicensis (Gmelin, JF, 1788) - poiana codarossa
  - Buteo ventralis Gould, 1837 - poiana codarossiccia
  - Buteo regalis (Gray, GR, 1844) - poiana tabaccata
  - Buteo lagopus (Pontoppidan, 1763) - poiana calzata
  - Buteo hemilasius Temminck & Schlegel, 1844 - poiana degli altipiani
  - Buteo japonicus Temminck & Schlegel, 1844 - poiana giapponese
  - Buteo burmanicus Hume, 1875 - poiana dell'Himalaya
  - Buteo rufinus (Cretzschmar, 1829) - poiana codabianca
  - Buteo bannermani Swann, 1919 - poiana di Capo Verde
  - Buteo socotraensis Porter & Kirwan, 2010 - poiana di Socotra
  - Buteo buteo (Linnaeus, 1758) - poiana comune
  - Buteo trizonatus Rudebeck, 1957 - poiana di foresta
  - Buteo oreophilus Hartert & Neumann, 1914 - poiana montana
  - Buteo archeri Sclater, WL, 1918 - poiana di Archer
  - Buteo auguralis Salvadori, 1865 - poiana collorosso
  - Buteo brachypterus Hartlaub, 1860 - poiana del Madagascar
  - Buteo augur (Rüppell, 1836) - poiana augure
  - Buteo rufofuscus (Forster, JR, 1798) - poiana sciacallo